# Allaxitheca purpurascens
Allaxitheca purpurascens là một loài bướm đêm trong họ Geometridae.